# Etnomuzikologija
Etnomuzikologija je znanost o narodnoj glazbi tj. o folkloru. Podgrana je muzikologije i etnologije. 
Bavi se istraživanjem raznih društvenih gledišta glazbe i plesa.

## Vanjske poveznice
- crosbi.znanstvenici